# Avagina glandulifera
Avagina glandulifera är en plattmaskart som beskrevs av Westblad 1953. Enligt Catalogue of Life ingår Avagina glandulifera i släktet Avagina och familjen Isodiametridae, men enligt Dyntaxa är tillhörigheten istället släktet Avagina och familjen Convolutidae. Arten är reproducerande i Sverige. Inga underarter finns listade i Catalogue of Life.